# Mary Calcaño
María Asunción Calcaño Ruiz, thường được gọi là Mary Calcaño hoặc theo tên kết hôn Mary Keeler (1906 sừng1992), là người phụ nữ Venezuela đầu tiên được cấp bằng phi công. Cô đã nhận được giấy phép số 73.550 từ Cơ quan Hàng không Dân dụng Hoa Kỳ vào ngày 13 tháng 11 năm 1939 sau khi được đào tạo tại Roosevelt Field, Long Island. Ngay sau đó, vào ngày 6 tháng 12, cô đã nhận được bằng lái phi công của Venezuela.

## Tiểu sử
Mary Calcaño sinh ra tại Ciudad Bolívar vào ngày 15 tháng 8 năm 1906, María Asunción Calcaño là con gái của Jose Antonio Calcaño Sánchez và María Ruiz. Thích bay từ khi còn nhỏ, cô được công ty của mình gửi sang Hoa Kỳ để đào tạo phi công, nhận giấy phép vào tháng 11 năm 1939.
Vào ngày 22 tháng 2 năm 1940, Calcaño đã đến sân bay ở Ciudad Bolívar, lái máy bay riêng của mình trong chuyến đi từ Barcelona, cùng với thợ máy và phi công phụ của cô là Antonio Reyes.
Trong Thế chiến II, Mary Calcaño làm việc cho Không quân Hoa Kỳ, vận chuyển các bộ phận máy bay từ nhà máy ở Seattle đến Anh. Năm 1941, cô là nữ phi công đầu tiên hạ cánh xuống căn cứ Không quân ở Dayton, Ohio. Sau chiến tranh, cô đã mua máy bay của riêng mình, trở về Caracas và năm 1946 thành lập Ala Venezolana, câu lạc bộ đầu tiên dành cho phi công dân sự ở Venezuela. Cùng với năm phi công nam, năm 1959, cô thành lập trường hàng không dân dụng tư nhân đầu tiên của đất nước.
Sau đó, Mary Calcaño kết hôn với Frank Keeler người Mỹ và sau đó được gọi là Mary Keeler. Bà mất vào ngày 17 tháng 11 năm 1992 tại Caracas.